# Лазе (Старо Петрово Село)
Лазе су насељено место у саставу општине Старо Петрово Село у Бродско-посавској жупанији, Република Хрватска.

## Историја
До територијалне реорганизације у Хрватској налазиле су се у саставу старе општине Нова Градишка.

## Становништво
На попису становништва 2011. године, Лазе су имале 314 становника.

## Попис1991.
На попису становништва 1991. године, насељено место Лазе је имало 403 становника, следећег националног састава:
| Попис 1991.‍ | Попис 1991.‍ | Попис 1991.‍ | Попис 1991.‍ | Попис 1991.‍ |
| ----------- | ----------- | ----------- | ----------- | ----------- |
|             |             |             |             |             |
| Хрвати      | Хрвати      |             | 390         | 96,77%      |
| Југословени | Југословени |             | 10          | 2,48%       |
| непознато   | непознато   |             | 3           | 0,74%       |
| укупно: 403 |             |             |             |             |